# 桑迪·費爾德斯坦
桑迪·費爾德斯坦(英文：Sandy Feldstein)在許多夜總會的爵士樂隊中擔任敲擊樂手，他曾擔任紐約州立大學波茨坦分校的音樂教育教授長達六年。桑迪·費爾德斯坦曾獲得美國作曲家、作家和發行商協會多個獎項，並曾擔任敲擊樂藝術協會主席。他為學校的樂隊編寫了教學書籍，被美國的學校確立為樂隊的指定用書。

## 學歷
桑迪·費爾德斯坦擁有紐約州立大學波茨坦分校的音樂教育學士學位，並擁有哥倫比亞大學的博士學位。

## 職業生涯
桑迪·費爾德斯坦在創作敲擊樂的音樂和出版如何學習敲擊樂的書籍中發揮了重要作用。 憑藉對出版業務和音樂教育的深刻理解，桑迪·費爾德斯坦一直走在技術和營銷方法的最前端，並在全球都取得了成功。 作為作曲家，桑迪·費爾德斯坦因其出色而令人難忘的作品而在敲擊樂界廣為人知。桑迪·費爾德斯坦亦是Playin’Time的創辦人兼總裁，並且在製作休閒音樂的領域中愈來愈活躍。 桑迪·費爾德斯坦在敲擊樂藝術協會的國際公約（PASIC）的成長和發展中也發揮了至關重要的作用，並在2012年成為敲擊樂藝術協會名人堂的成員。

## 教學書籍
- 基本樂隊訓練方法[3]
- 艾爾弗雷德出版社的小鼓教學法(共兩冊)[3]
- 雅馬哈樂隊學生(木管樂器、銅管樂器及敲擊樂器)[3]
- 學習樂器的基礎課程(鍵盤敲擊樂、定音鼓、小鼓及大鼓)[3]
- 艾爾弗雷德出版社的基本獨奏和合奏(木管樂器、銅管樂器及敲擊樂器)[3]
- 維克·菲斯與桑迪·費爾德斯坦的敲擊樂系列(鍵盤敲擊樂、定音鼓、小鼓及大鼓、其他敲擊樂器)[4]

## 著名作品
- 回聲湖序曲
- 火爪
- 耳語